# Donovans Hirn
Donovans Hirn ist ein US-amerikanischer Science-Fiction-Film aus dem Jahre 1953 unter Regie von Felix E. Feist mit Lew Ayres in der Hauptrolle. Diese zweite Verfilmung des Romans Donovan’s Brain (deutsch: Donovans Gehirn) von Curt Siodmak von 1942 erschien in Deutschland nie im Kino, sondern wurde dort erst am 2. Oktober 1992 im Fernsehen gezeigt.

## Handlung
Der Wissenschaftler Dr. Patrick Cory lebt mit seiner Frau Janice zurückgezogen in einer Berghöhle. Dort versucht Cory, das Gehirn eines Affen am Leben zu erhalten, nachdem er es von dessen Kopf getrennt hat. Die wissenschaftlichen Studien werden unterbrochen, als das Flugzeug des wohlhabenden Geschäftsmannes William Donovan nahe der Berghöhle abstürzt. Die Überlebenden bitten um Corys Hilfe, da Donovan schwer verletzt ist, doch er kann dessen Leben nicht retten. Dabei entwendet Cory heimlich das Gehirn des verstorbenen Donovan. Der Körper ist tot, aber Cory schafft es, Donovans Gehirn in einer elektrischen Lösung am Leben zu erhalten. Als Dr. Cory während seines Schlafes Nachrichten in der Handschrift von Donovan verfasst, glaubt der Wissenschaftler, dass Donovans Bewusstsein noch immer in dessen Gehirn existiert.
Dr. Cory versucht mit dem Gehirn zu kommunizieren, jedoch nimmt er nach einiger Zeit Charaktereigenschaften von dem Hirn und dem verstorbenen Donovan an – das Rauchen von Zigarren, ein Humpeln, aber auch ein rücksichtsloses Verhalten gegenüber seinen Mitmenschen. Seine Ehefrau Janice und sein Assistent Frank Schratt vermuten, dass Donovans Bewusstsein telepathisch versucht, Kontrolle über Dr. Cory zu gewinnen. Unterdessen findet der Zeitungsfotograf Yocum heraus, dass Cory sich das Gehirn von Donovan unter illegalen Umständen angeeignet hatte. Er verlangt Schweigegeld von Cory. Donovans Gehirn übernimmt daraufhin auch die Kontrolle über Yocums Gehirn und zwingt ihn in einen tödlichen Autounfall.
Dr. Cory verdient unterdessen ein Vermögen, da er mittlerweile fast vollständig vom Geschäftsmann Donovan beherrscht wird und daher dessen Geschäftssinn besitzt. Janice und Frank entdecken aber, dass Donovan nur eine Person gleichzeitig kontrollieren kann, worauf sie ihren Plan aufbauen, wie sie das Gehirn zerstören können. Der Plan geht schief, da Frank vom Gehirn gezwungen wird, sich selbst anzuschießen. Nach einigen Kämpfen kommt es zu einem Feuer im Hause der Corys, das Gehirn verbrennt und Dr. Cory wird wieder Herr seiner Sinne, auch Janice und Frank können sich retten. Wegen seiner illegalen Machenschaften muss sich Dr. Cory nun aber vor Gericht verantworten.

## Hintergrund
Der Originalautor Curt Siodmak sollte zunächst Regie übernehmen, wurde aber im letzten Moment durch Felix A. Feist ersetzt. Die weibliche Hauptrolle im eher billig produzierten B-Movie übernahm Nancy Davis, später an der Seite ihres Ehemannes Ronald Reagan die First Lady der USA.

## Kritiken
Donovans Hirn erhält heute zumeist gemischte bis positive Kritiken. Leonard Maltin nannte es eine trotz bescheidener Produktionsumstände kompetente Produktion und gab dem Film drei von vier Sternen. Das Lexikon des internationalen Films schrieb: „Konventioneller Gruselfilm als Variation über das Thema des mad scientist, der Opfer seiner manischen Forschungen wird.“ Der All Movie Guide nannte es die „bei weitem effektivste und klügste Umsetzung“ von Siodmaks Roman, es sei eine spannende, gruselige Atmosphäre im Film vorhanden, ohne dass er in die Lächerlichkeit abdriften würde.